# Monumento Cristo de La Paz
Monumento Cristo de La Paz, es un monumento ubicado entre los límites de la ciudad de San Salvador Capital de El Salvador y el municipio de San Marcos, siempre del departamento de San Salvador, específicamente en el kilómetro 9 de La Autopista al Aeropuerto Internacional de El Salvador. El monumento fue elaborado para recibir a los países que participarían en los (V) Juegos Deportivos Centroamericanos y en sí simbolizan la reciente conciliación de la derecha y de la izquierda política del país. Además, reza el siguiente mensaje “La Paz sea con vosotros” como mensaje dirigido a todo el pueblo salvadoreño.

## Historia
En 1994 se quiso representar un evento trascendental de la historia salvadoreña, en el marco de los (V) Juegos Deportivos Centroamericanos de este mismo año, fue así como se elaboró el Monumento Cristo de La Paz, más conocido como “Monumento a la Paz”.
Esta imponente escultura estuvo a cargo de Rubén Martínez (escultor), quien también elaboró el Monumento a La Constitución de El Salvador
El Cristo de la Paz simboliza la conciliación que se logró entre los movimientos de derecha e izquierda política del país. 
El material de dicha obra fue a base de casquillos de balas, latón y bronce fundido. Se dice que también se hizo con armas utilizadas por ambos bandos durante el conflicto.

## Información general
Se encuentra en una Plaza sobre una estructura de concreto elaborada por el escultor Salvadoreño Rubén Martínez, el monumento se encuentra ubicado en el kilómetro # 9 de la Autopista a Comalapa o Autopista al Aeropuerto Internacional El Salvador, un dato muy curioso es que el Kilómetro 9 es el límite entre los municipios de San Salvador Ciudad Capital y San Marcos, por lo que los encargados del mantenimiento, iluminación y seguridad de la Plaza y el monumento, es la Alcaldía de San Salvador, así lo establecieron ambos concejos municipales de los 2 municipios, La Alcaldía de San Salvador brinda seguridad las 24 horas y los 7 días de la semana, un esfuerzo que realiza por el embellecimiento de la ciudad capital, La imponente plaza da la bienvenida a la ciudad capital para todos los que ingresan del lado sur.

## Turismo
En los alrededores de esta plaza que representa los Acuerdos de Paz acontecidos en El Salvador, los fines de semana las familias se reúnen para divertirse y pasar el tiempo, también para aprovechar la variedad de comidas típicas que se venden los días de descanso esto es toda una tradición. Incluso es un punto de encuentro donde se dan cita para compartir entre amigos y parejas de novios.
- Cómo llegar

Si va en vehículo buscar zona sur de San Salvador, específicamente Autopista a Comalapa, podrá estacionar su vehículo en los parqueos asignados por el Cuerpo de Agentes Metropolitanos (CAM) que brindan seguridad al sitio. El acceso es completamente gratuito y abierto al público a toda hora.
Los buses que circulan la zona son todos los que tienen destino hacia la Terminal del Sur (zona de San Marcos), entre los cuales podrá abordar: Ruta 2 y la ruta 8A (procedentes de San Salvador). Costo del pasaje $0.20 tarifa autorizada 2014

## Detalles de la obra
- La escultura representa a Cristo Jesús
- Sus miembros inferiores están anclados a una base de concreto.
- La base de concreto mide 15 metros de altura.
- La Paz la da nuestro señor Jesucristo en la mano izquierda tiene un ave, es una paloma que empieza a volar y está bendiciendo al pueblo salvadoreño, por eso se está lanzado hacia adelante”
- En la mano derecha simboliza el amor y la paz
- La escultura mide cerca de 3.5 metros y pesa alrededor de 1,200 libras.
- El escultor Rubén Martínez (escultor) elaboró la escultura con casquillos de balas, latón y bronce fundido
- Por lo que respecta a la plaza, mide aproximadamente 100 x 30 metros el pedestal donde ha sido ubicada la estatua fue construido con concreto expuesto. Los pernos que la sujetan son de acero inoxidable.
- El piso de la plaza es de concreto
- Instalación 10 de enero de 1994 a 4 días de la inauguración de los V Juegos Deportivos Centroamericanos

Términos relacionados:
- Monumento Cristo de La Paz
- Cristo de La Paz
- Monumento a La paz
- Cristo negro de la Paz
- Plaza Cristo de La Paz
- Plaza Monumento a La Paz

## Galería

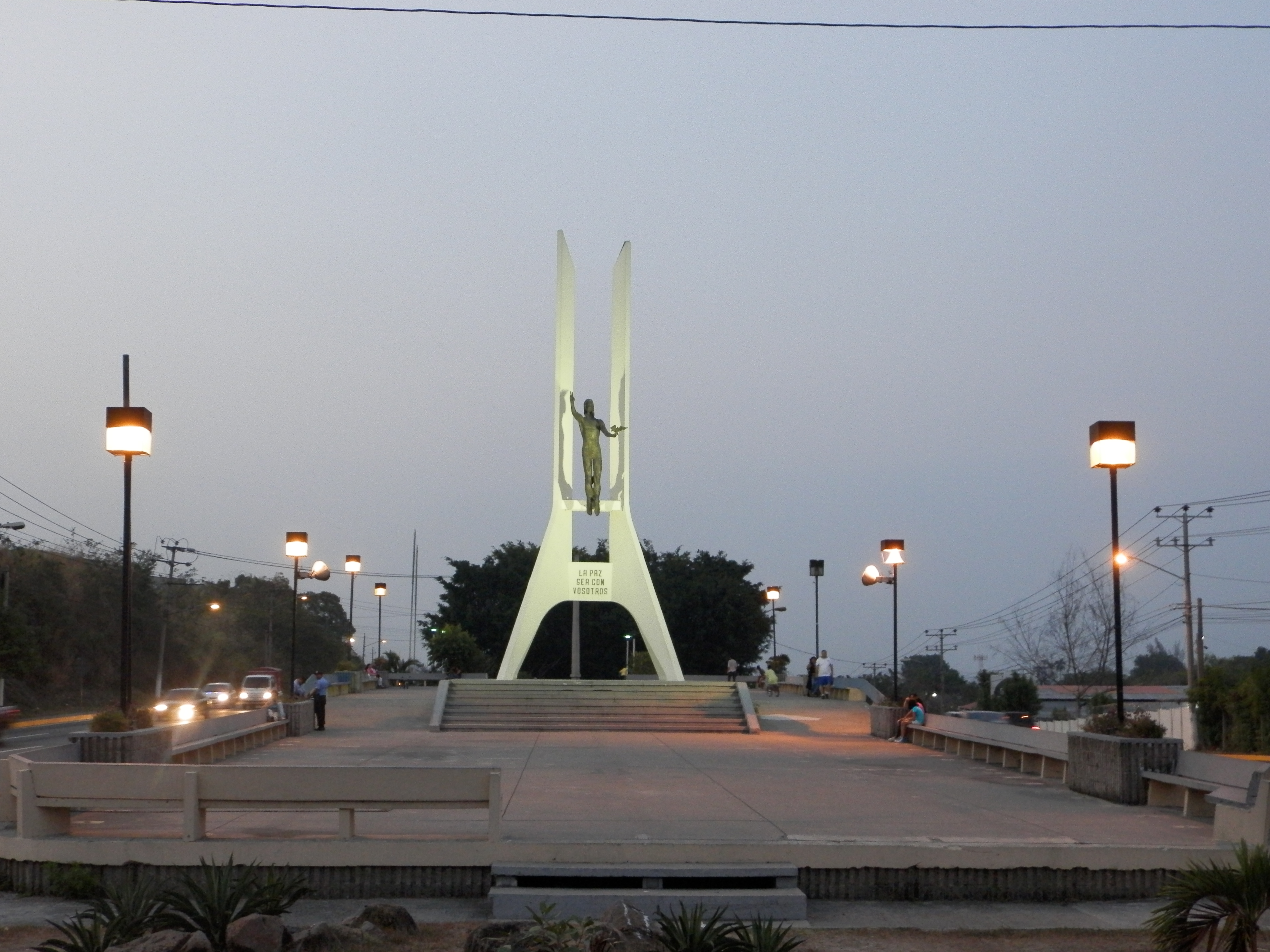
Plaza Monumento Cristo de La Paz de noche
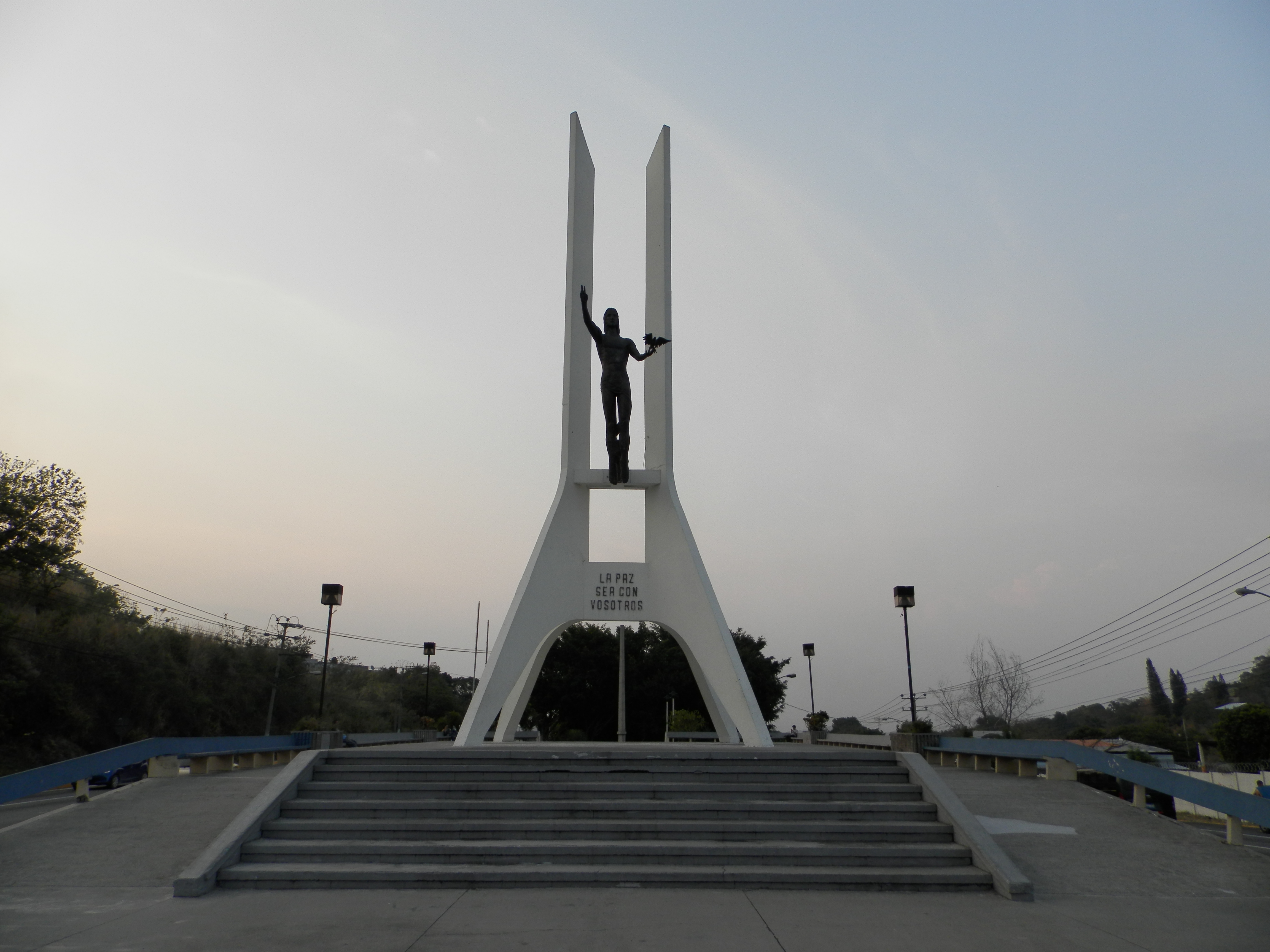
Plaza Monumento Cristo de La Paz de frente
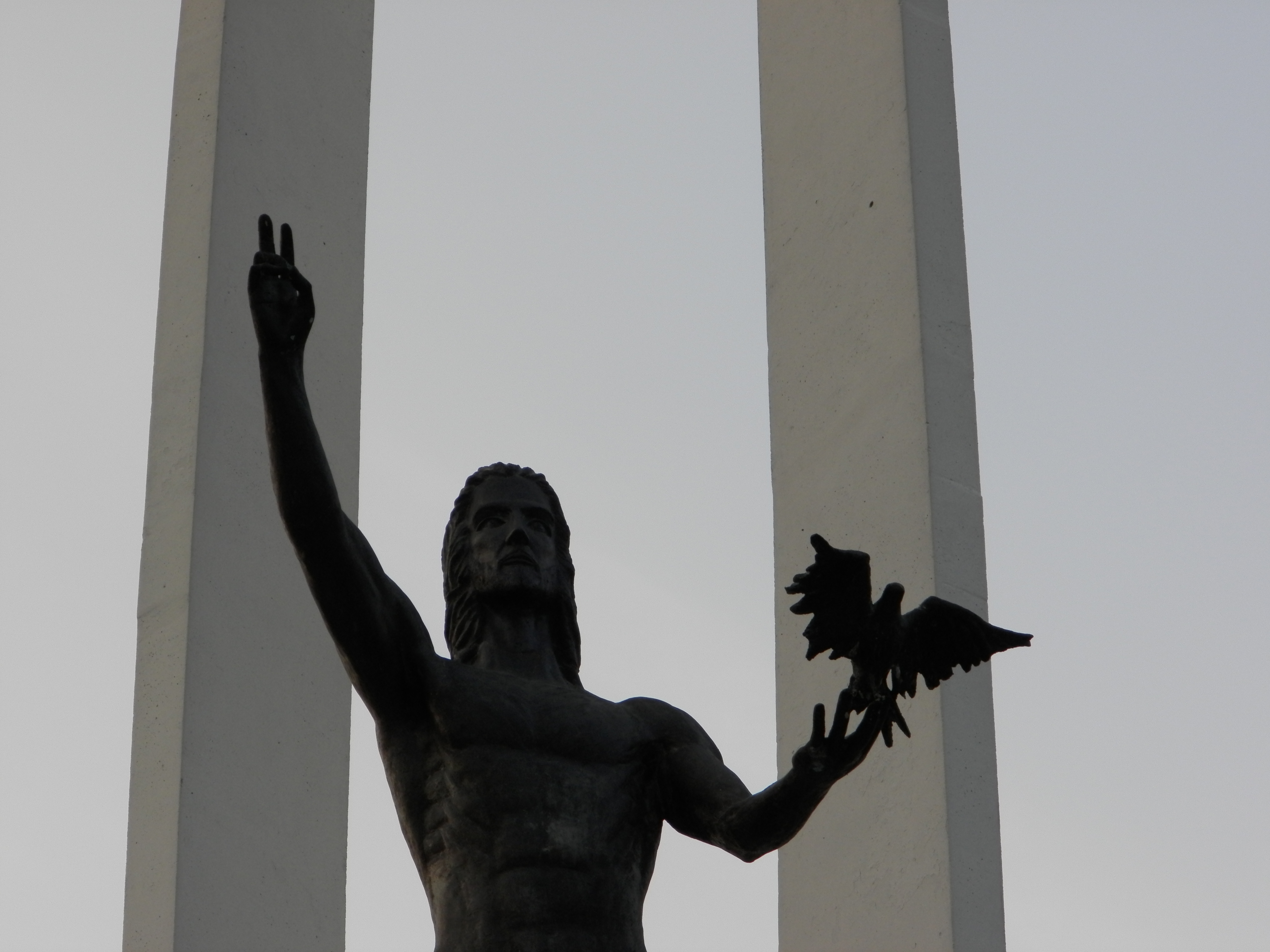
Monumento Cristo de La Paz manos
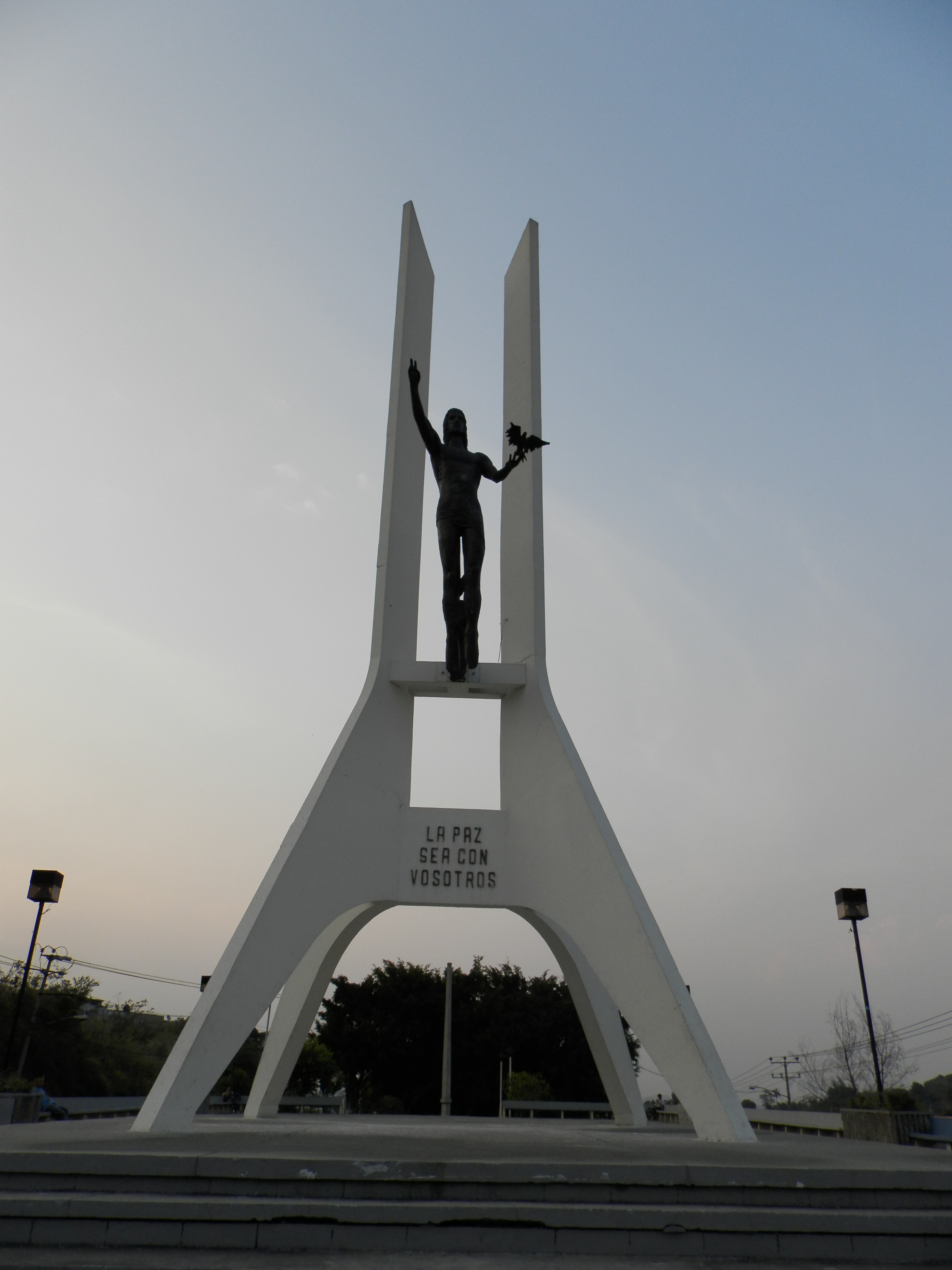
Monumento Cristo de La Paz de frente
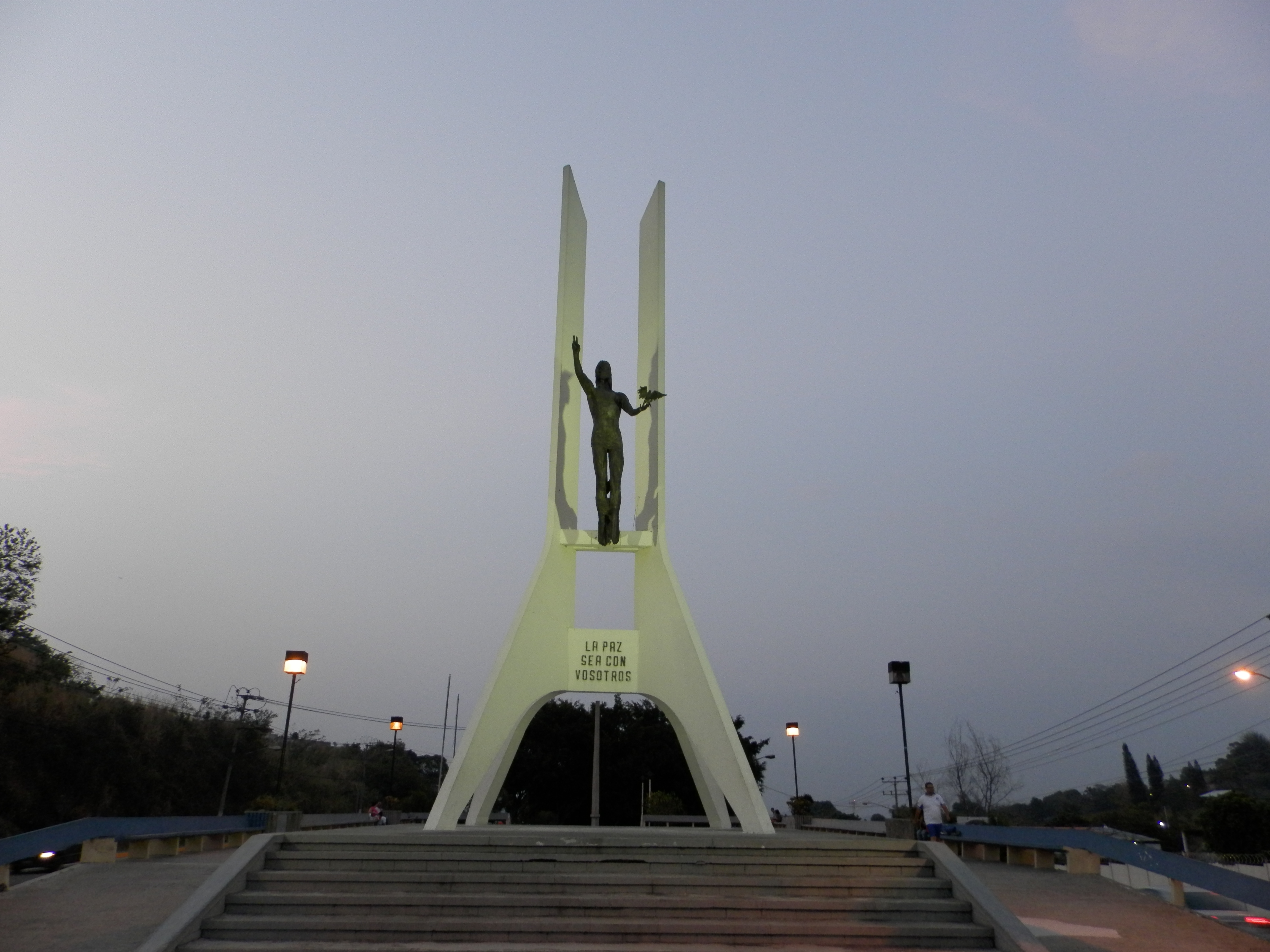
Plaza y Monumento Cristo de La Paz iluminación
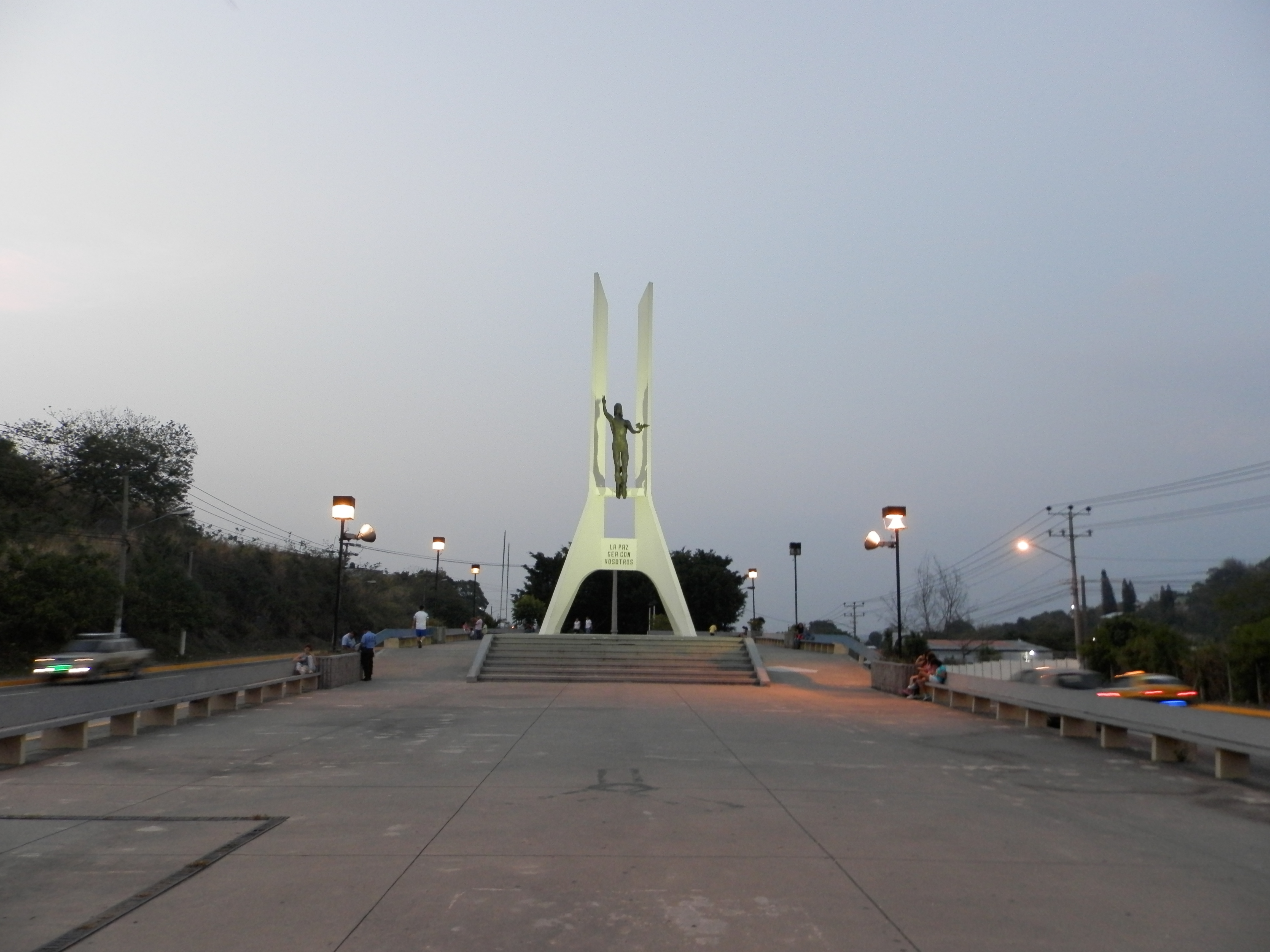
Plaza Monumento Cristo de La Paz con iluminación
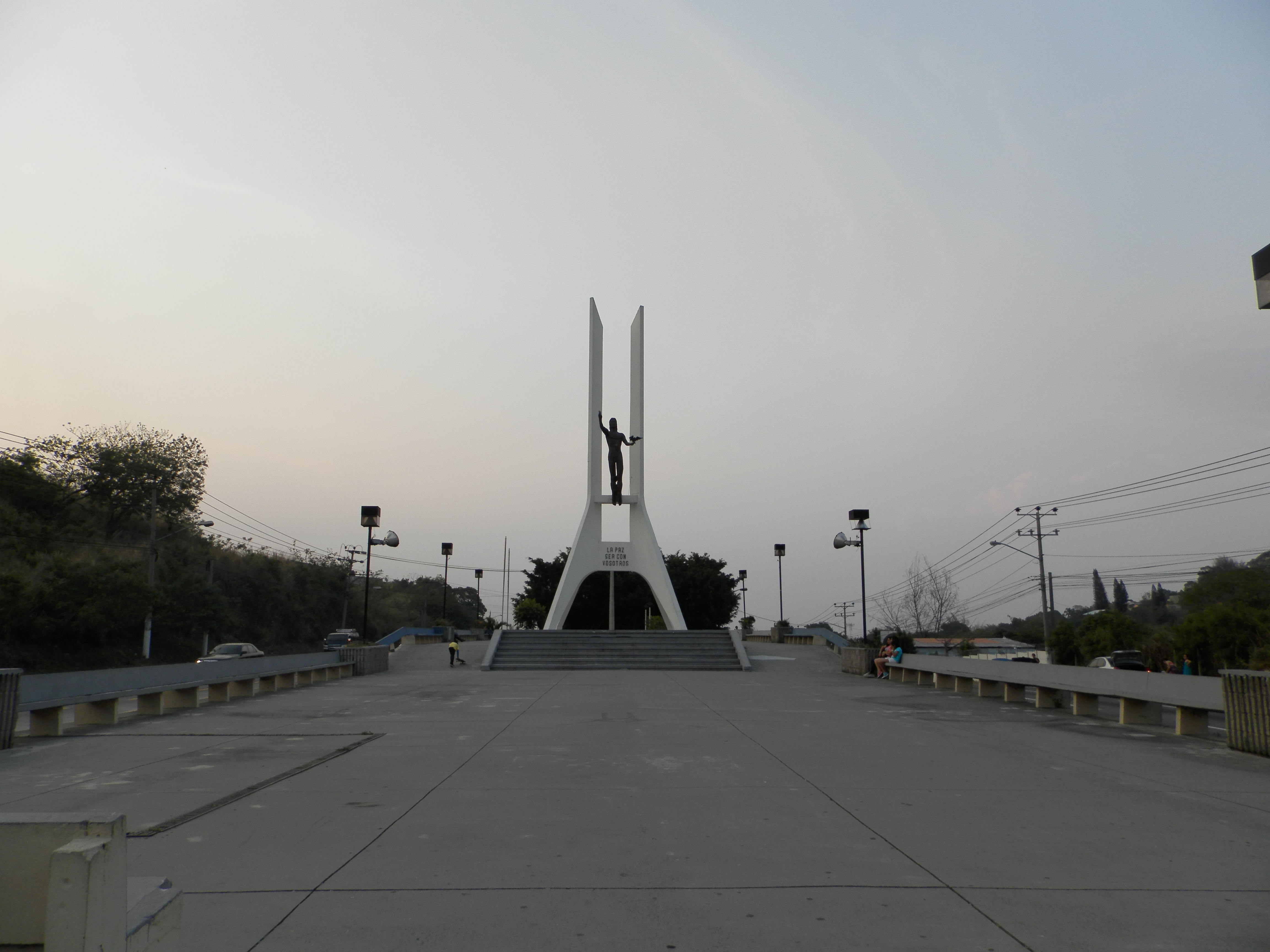
Plaza y Monumento Cristo de La Paz de frente
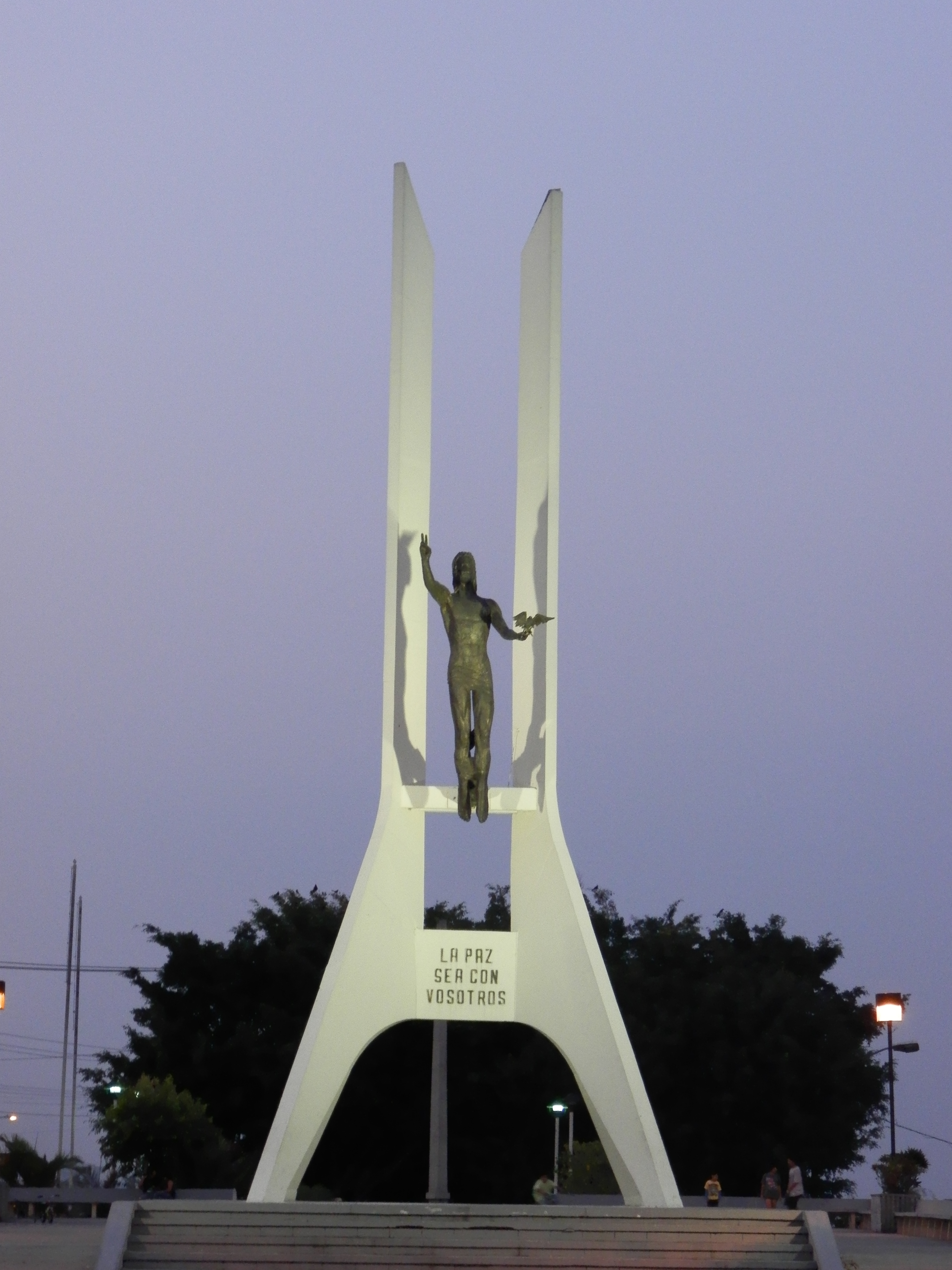
Estructura y Plaza Monumento Cristo de La Paz
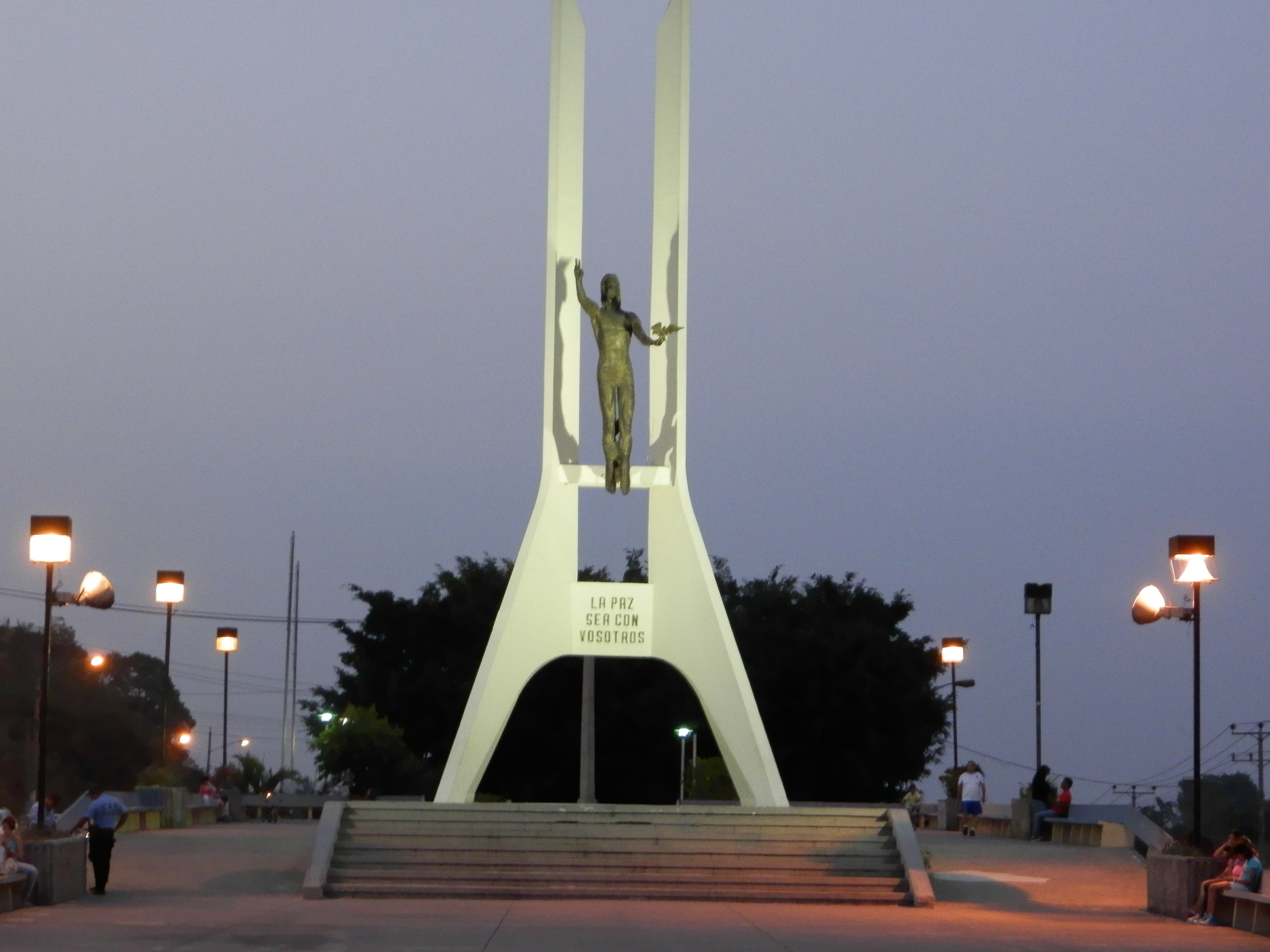
Vista Plaza Monumento Cristo de La Paz
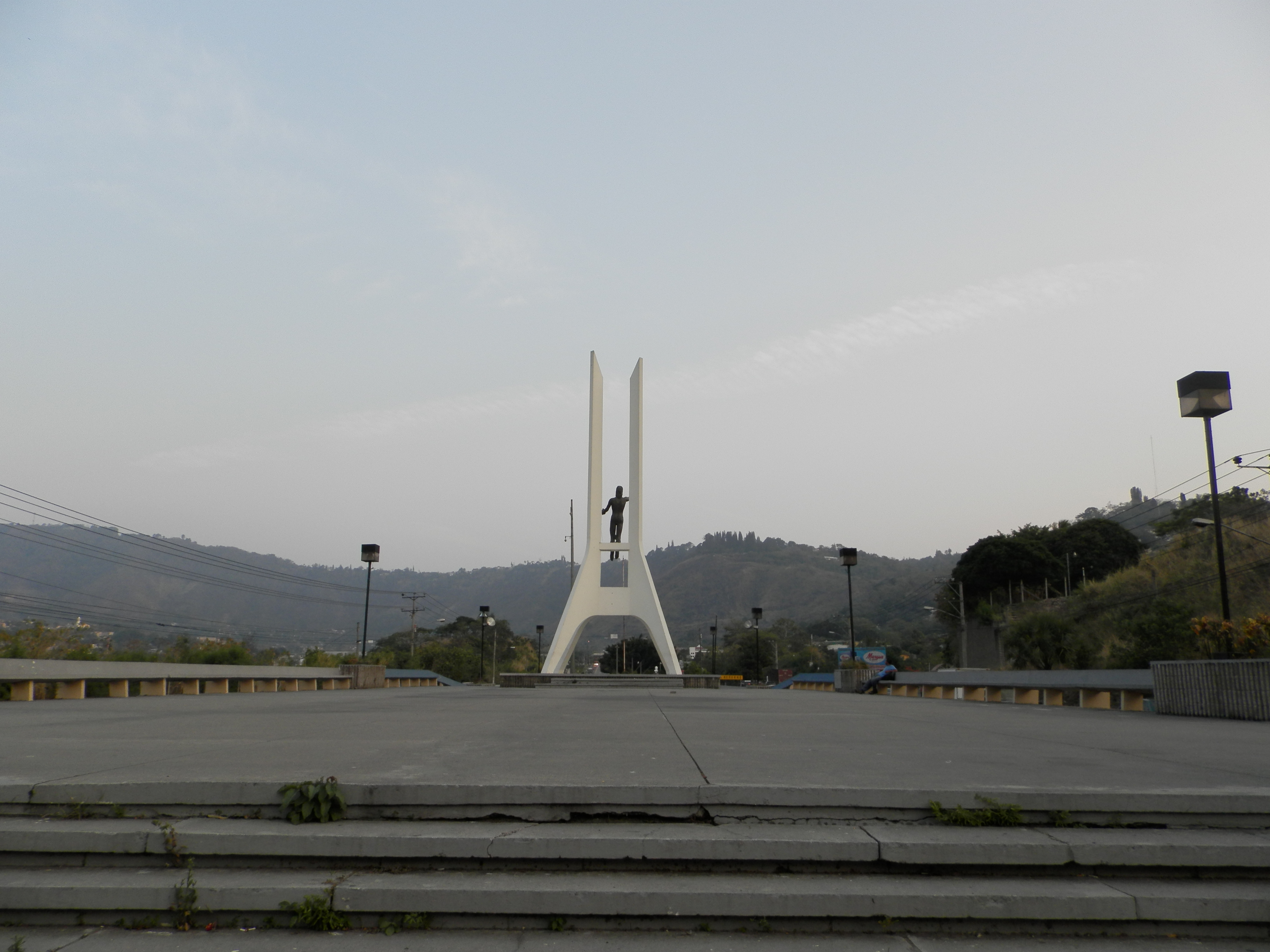
Plaza Monumento Cristo de La Paz desde atrás
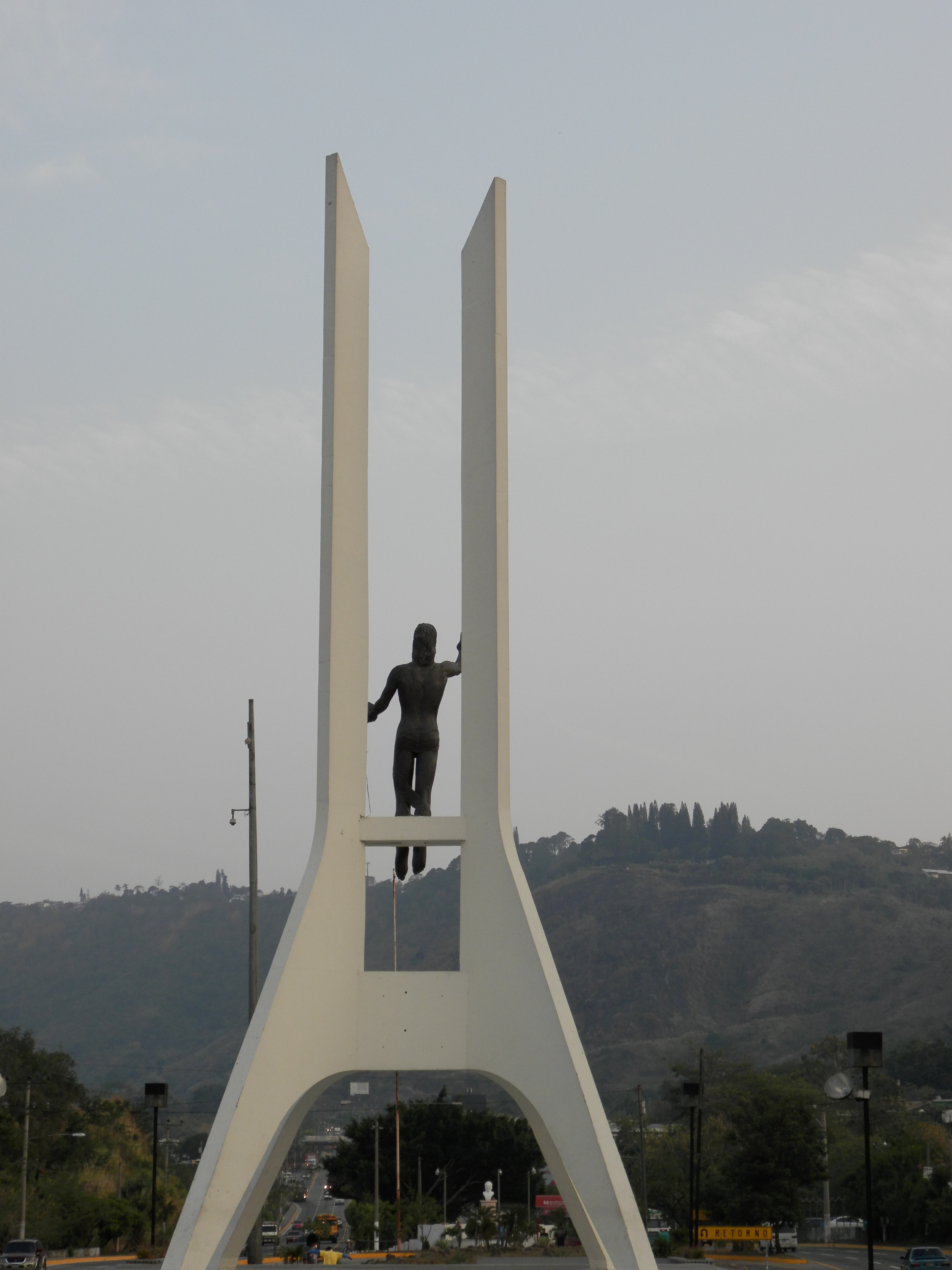
Monumento Cristo de La Paz desde atrás
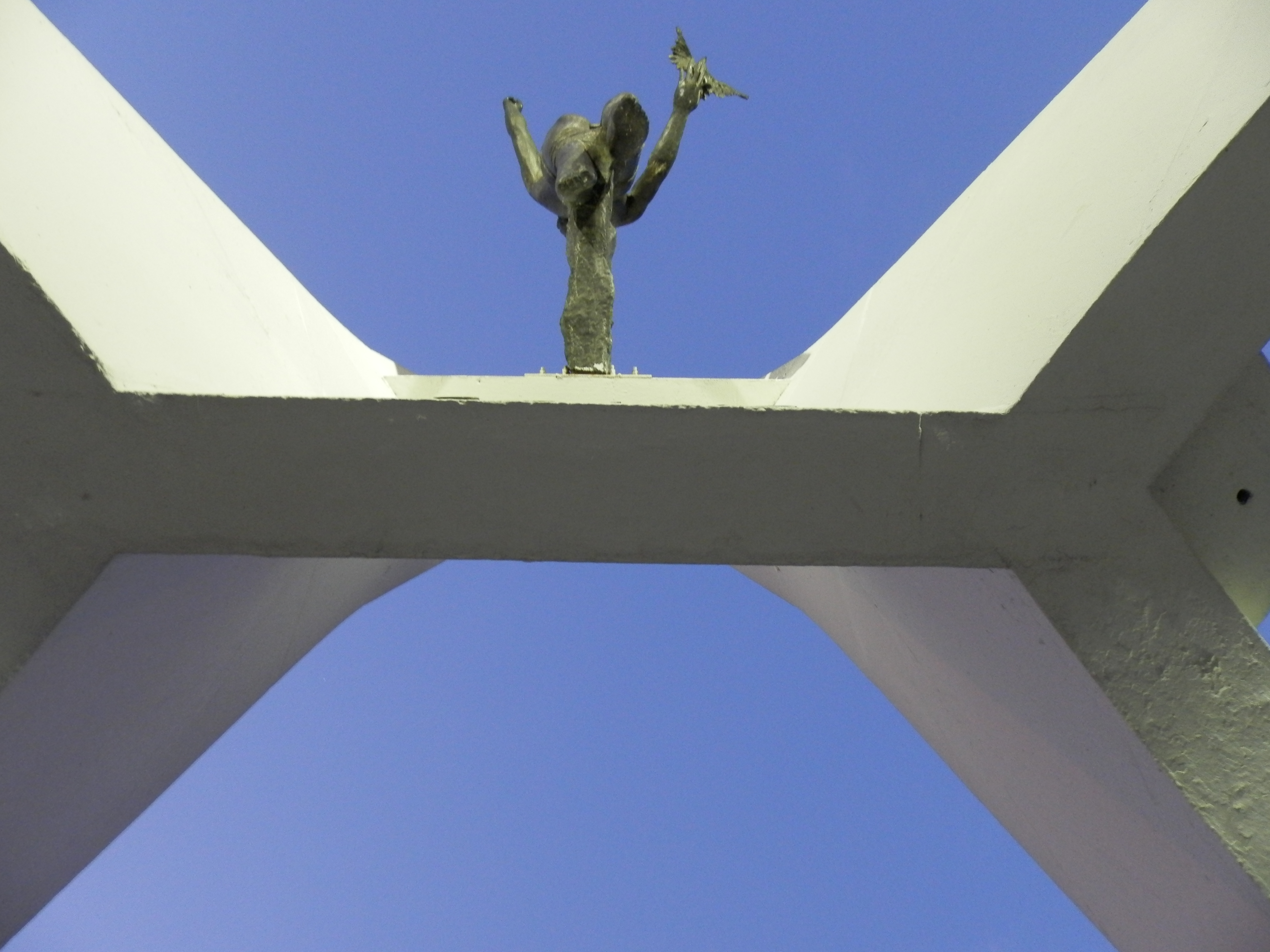
Vista desde abajo Monumento Cristo de La Paz
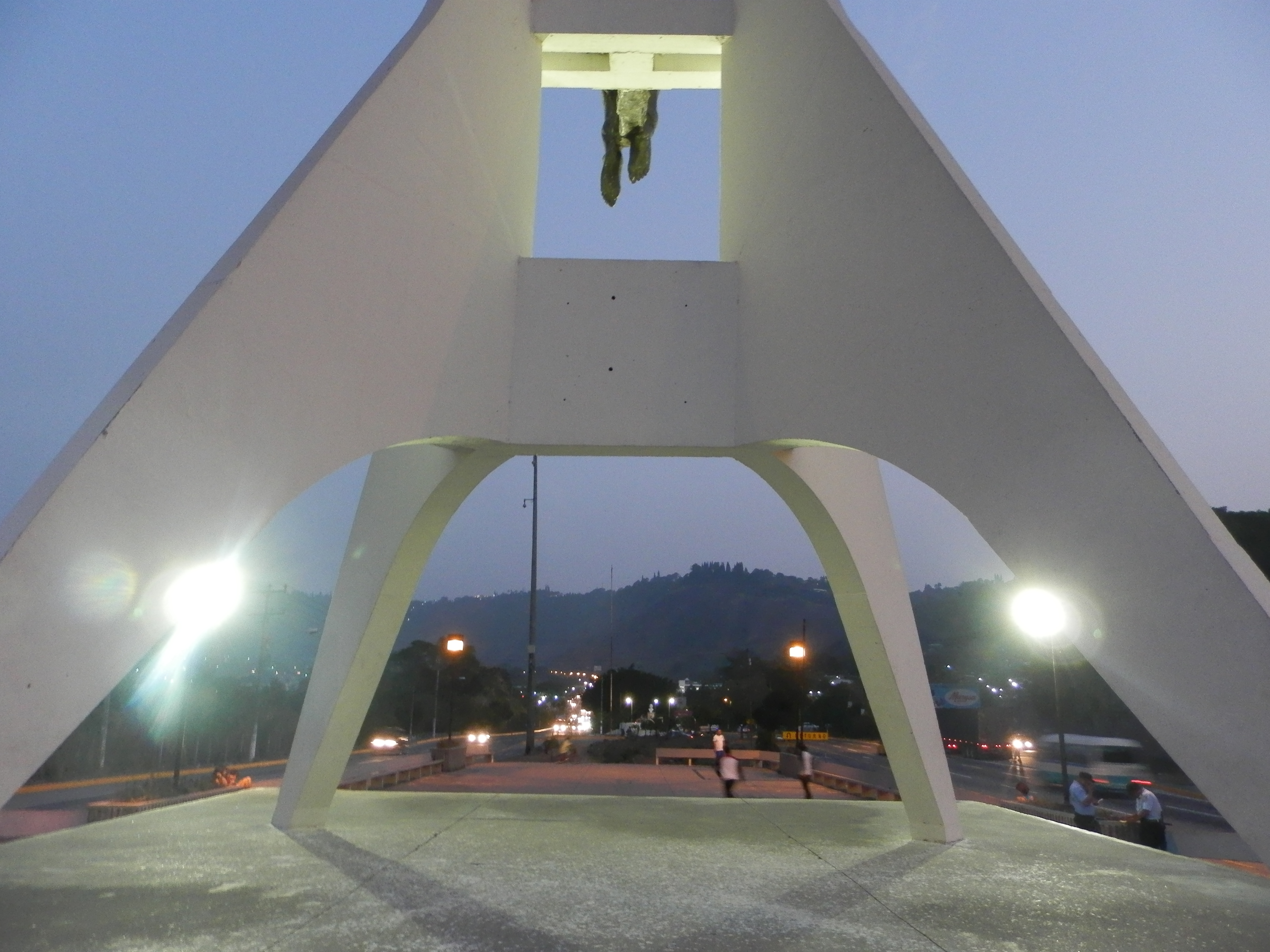
Monumento Cristo de La Paz iluminado de noche
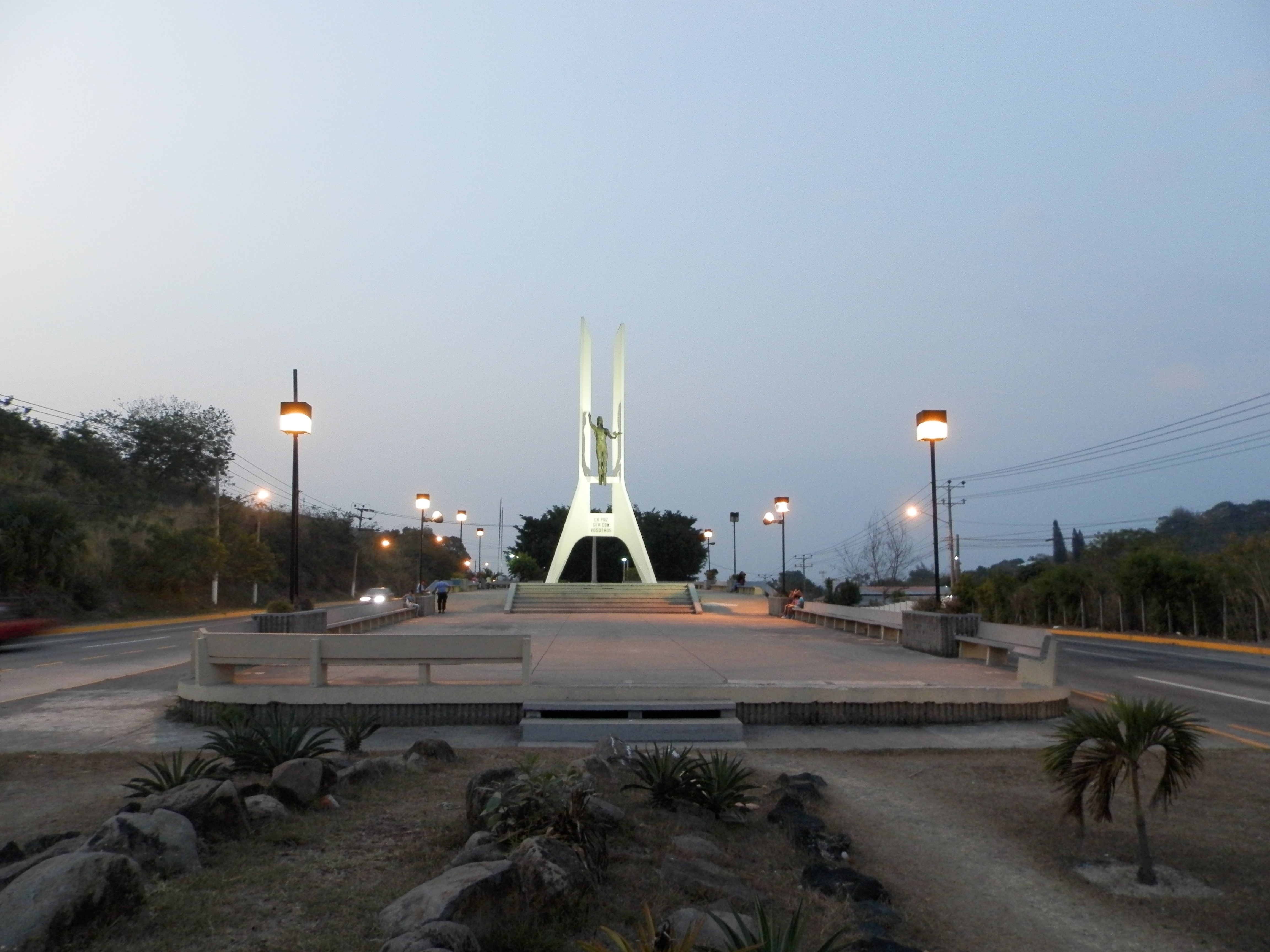
Vista desde lejos Plaza Monumento Cristo de La Paz

- Datos: Q17622839
- Multimedia: Monumento Cristo de La Paz / Q17622839